# 1 E6 s
Za primerjavo različnih redov velikosti za različna časovna obdobja je na tej strani nekaj dogodkov, ki trajajo med 106 in 107 sekundami (11,6 in 116 dni).
- krajši časi
- 1 milijon sekund = 11.6 days
- 14 dni (~1,21×106 s) -- dva tedna
- 15,9735 dni -- razpolovna doba vanadija-48
- 17,81 dni—razpolovna doba kalifornija-253
- 21d 5h—polet zrakoplova Graf Zeppelin okoli sveta
- 27,3217 dni -- siderični mesec
- 27,7025 dni—razpolovna doba kroma-51
- 28 dni (~2.42×106 s) -- dolžina februarja v neprestopnih letih
- 29 dni (~2.51×106 s) -- dolžina februarja v prestopnih letih
- 29,53059 dni—srednji sinodični mesec
- 30 dni (~2.59×106 s) -- dolžina naslednjih mesecev: april, junij, september, in november
- 31 dni (~2.68×106 s) -- dolžina naslednjih mesecev: januar, marec, maj, julij, avgust, oktober, in december
- 51,5 dni -- razpolovna doba mendelevija-258
- 60,5 dni—razpolovna doba kalifornija-254
- 77,27 dni—razpolovna doba kobalta-56
- 83,79 dni—razpolovna doba skandija-46
- 87,32 dni—razpolovna doba žvepla-35
- 87d 23,3h—en obhodni čas Merkurja
- 90 dni (~7.78×106 s) -- običajna dolžina trajanja garancije za izdelke v ZDA
- 90 dni—približna dolžina četrtletja (kvartala), pogost interval za podjetniško in finančno poročanje
- 93,1 dni—razpolovna doba tulija-168
- 100,5 dni—razpolovna doba fermija-257
- 10 milijonov sekund = 116 dni
- daljši časi